# Seznam německých názvů vodních toků v Krkonoších
Seznam německých názvů vodních toků v Krkonoších shrnuje abecedně české názvy vodních toků s jejich německým ekvivalentem. Ve spodní části tabulky jsou uvedené nepojmenované toky, které mají německý název.
| Český název                             | Německý název                                 | Poznámka                                                      |
| --------------------------------------- | --------------------------------------------- | ------------------------------------------------------------- |
| Benecký potok                           | Benetzko Bach                                 |                                                               |
| Bílá voda                               | Weisswasser                                   |                                                               |
| Bílé Labe                               | Weisswasser                                   |                                                               |
| Bílý potok                              | Weiss Bach                                    |                                                               |
| Bobr                                    | Bober                                         |                                                               |
| Boudecký potok                          | Seidelgraben                                  |                                                               |
| Cedron                                  | Cedre Bach                                    |                                                               |
| Ciekotka                                | Kasperloch Floss                              | Polsko                                                        |
| Černá strouha                           | Schwarzer Graben                              |                                                               |
| Černá voda                              | Schwarzwasser                                 | pův. dolní část dnes Malá Úpa                                 |
| Černohorský potok                       | Klausen Graben/Seifenbach                     |                                                               |
| Černý potok (přítok Bílého Labe)        | Schwarz Floss                                 |                                                               |
| Černý potok (přítok Bílého potoka)      | Schwarzbach                                   |                                                               |
| Čertova strouha                         | Krummseifen                                   |                                                               |
| Čertův ručej                            | Wörtich Graben                                |                                                               |
| Červený potok                           | Rote Floss                                    |                                                               |
| Čistá                                   | Rote Hübel Graben/Silber Bach                 | změna od soutoku se Stříbrným potokem                         |
| Divoká strouha                          | Wildbach                                      |                                                               |
| Dírečka                                 | Löchel Graben                                 |                                                               |
| Dlouhý potok                            | Langer Floss                                  |                                                               |
| Dobytčí potok                           | Spidlberg Wasser                              |                                                               |
| Dřevařský potok                         | Kläusel Bach                                  |                                                               |
| Hamerský potok (přítok Jizerky)         | Hammerbach                                    |                                                               |
| Hamerský potok (přítok Labe)            | Hammrich                                      |                                                               |
| Honzova strouha                         | Honsa Graben                                  |                                                               |
| Honzův potok                            | Honsagraben                                   |                                                               |
| Honzův ručej                            | Honsagraben                                   |                                                               |
| Hraniční potok                          | Vossecker Graben                              |                                                               |
| Hřímavá bystřina                        | Sturm graben                                  |                                                               |
| Husí potok                              | Gansbach                                      |                                                               |
| Huťský potok                            | Hütten Bach                                   |                                                               |
| Janský potok                            | Johannisbach                                  |                                                               |
| Javoří potok                            | Urlasgrund Bach                               |                                                               |
| Jelení potok                            | Sonnen Graben/Löwen Bach                      |                                                               |
| Jizera                                  | Iser                                          |                                                               |
| Jizerka                                 | Kleine Iser                                   |                                                               |
| Kamenice                                | Steinigter Bach                               |                                                               |
| Kamieńczyk                              | Zackerle                                      | Polsko                                                        |
| Kamienna                                | Gross Zacken                                  | Polsko                                                        |
| Klauslův potok                          | Klötzer Bach                                  |                                                               |
| Klínový potok                           | Keilbach                                      |                                                               |
| Koulová strouha                         | Kugelgraben                                   |                                                               |
| Kotelský potok (přítok Jizerky)         | Kesselgraben                                  |                                                               |
| Kotelský potok (přítok Malého Labe)     | Kesselbach                                    |                                                               |
| Kozelský potok                          | Koschel Bach                                  |                                                               |
| Koželský ručej                          | Koschel Graben                                |                                                               |
| Kozlí strouha                           | Bockflossel                                   |                                                               |
| Krahulčí potok                          | Sperberfloss                                  |                                                               |
| Krakonošova strouha                     | Löscher Graben                                |                                                               |
| Křížový potok                           | Kreuz Graben                                  |                                                               |
| Labe                                    | Elbe                                          |                                                               |
| Liščí potok                             | Höfergraben                                   |                                                               |
| Lovčí potok                             | Bohle Grundwasser                             |                                                               |
| Lysečinský potok                        | Kolben Bach                                   |                                                               |
| Lubošská bystřina                       | Intiefen Graben                               |                                                               |
| Luční potok (přítok Vlčího potoka)      | Lenzer Bach                                   |                                                               |
| Luční potok (přítok Úpy)                | Schwarzes Floss                               |                                                               |
| Malá Mumlava                            | Kleine Mummel                                 |                                                               |
| Malá Úpa                                | bezejm./Schwarzwasser/Fichtig Bach/Klein Aupa | změna od soutoku s Černou vodou/Sovím potokem/Jelením potokem |
| Medvědí ručej                           | Bären Floss                                   |                                                               |
| Messnerova strouha                      | Messner Graben                                |                                                               |
| Modrokamenský potok                     | Geisler Bach                                  |                                                               |
| Modrý potok                             | Rauschen Bach                                 |                                                               |
| Mumlava                                 | Mummel                                        |                                                               |
| Orlí ručej                              | Adlerfloss                                    |                                                               |
| Pramenný potok                          | Kleine Grundwasser                            |                                                               |
| Prudký ručej                            | Hochsteig Floss                               |                                                               |
| Richterova strouha                      | Richter Graben                                |                                                               |
| Rennerův potok                          | Hammel Bach                                   |                                                               |
| Rudný potok                             | Koppen Bach                                   |                                                               |
| Ryzí potok                              | Seifen Bach                                   |                                                               |
| Seidlova strouha                        | Seidelgraben                                  |                                                               |
| Smrčina                                 | Mühlgraben/Fichtelwasser                      |                                                               |
| Sněžná strouha                          | Schneegraben                                  |                                                               |
| Soví potok                              | Fichtig Bach                                  | pův. spodní část dnes Malá Úpa                                |
| Srnčí potok                             | Spiegel Bach                                  |                                                               |
| Stříbrná bystřina                       | Silberwasser                                  |                                                               |
| Stříbrný potok                          | Bodenwies Graben                              |                                                               |
| Svatopetrský potok                      | Grossgrundwasser/Grundwasser/Klausenwasser    | změna od soutoku s Pramenným potokem/Hrazeným potokem         |
| Šerá strouha                            | Finster Graben                                |                                                               |
| Šindelová strouha                       | Dumlichgraben                                 |                                                               |
| Tabulový potok                          | Tafel Bach                                    |                                                               |
| Tetřeví potok                           | Schwarzgraben                                 |                                                               |
| Tipltův potok                           | Gross Tippelt Bach                            |                                                               |
| Úpa                                     | Grosse Aupa/Aupa                              | změna od soutoku s Malou Úpou                                 |
| Vápenický potok                         | Rapperich                                     |                                                               |
| Vávřincův potok                         | Lorenzgrundbach                               |                                                               |
| Velká Mumlava                           | Gross Mummel                                  |                                                               |
| Vítkovický potok                        | Witkowitz Bach                                |                                                               |
| Vlčí potok                              | Grünbach                                      | pův. dolní část dnes Zelený potok                             |
| Vysoká strouha                          | Hoher Graben                                  |                                                               |
| Waski Potok                             | Lämmer Graben                                 | Polsko                                                        |
| Zelený potok                            | Zehgrundbach/Grünbach                         | změna od soutoku s Vlčím potokem                              |
| Zlatý potok                             | Heidels Bach                                  |                                                               |
| Zrcadlový potok                         | Spiegel Graben/Fichtelwasser                  | změna od soutoku se Smrčinou, původně její přítok             |
| bezejmenný přítok Černohorského potoka  | Lahn Graben                                   | pod Malými Pardubickými boudami                               |
| bezejmenný přítok Jizery                | Grenzdorfer Bach                              | pod osadou Hranice                                            |
| bezejmenný přítok Jizerky               | Gau Graben                                    | v Dolních Mísečkách                                           |
| bezejmenný přítok Klínového potoka      | Lamm Graben                                   | pod boudou Na Pláni                                           |
| bezejmenný přítok Labe                  | Böhm Floss                                    | u lanové dráhy na Medvědín                                    |
| bezejmenný přítok Labe                  | Brandler Bach                                 | v Herlíkovicích proti Šindelové strouze                       |
| bezejmenný přítok Labe                  | Finger Graben                                 | ve Vrchlabí, závěr toku zatrubněn pod ulicí Josefa Šíra       |
| bezejmenný přítok Labe                  | Katzengraben                                  | u jezu v Hořejším Vrchlabí                                    |
| bezejmenný přítok Labe                  | Sacher Graben                                 | u osady Pod Šeřínem                                           |
| bezejmenný přítok Malé Úpy              | Plader Bach                                   | horní část Krakonošova údolí                                  |
| bezejmenný přítok Rudného potoka        | Kiesgraben                                    | v Krakonošově rukavici                                        |
| bezejmenný přítok Sovího potoka         | Klausen Wasser                                | u Žacléřských Bud                                             |
| bezejmenný přítok Svatopetrského potoka | Herrschober Graben                            | u chaty Sdruželka                                             |
| bezejmenný přítok Svatopetrského potoka | Murmel Graben                                 | u červené sjezdovky Pláně                                     |
| bezejmenný přítok Úpy                   | Radelbach                                     | v Dolním Maršově                                              |

## Poznámka
Lomítka jsou užita v případě, kdy řeka/potok během toku měnil název.